# Maria Josefa Celaya i Armisen
Maria Josefa Celaya i Armisen (nascuda a Graus el 1954) és una política i mestra catalana, resident a Blanes. Ha estat senadora per Girona en la IX Legislatura.
Llicenciada en Filosofia i Lletres i psicopedagoga per la Universitat de Girona. És Funcionària del cos A de Professors de Secundària, ha estat Directora del CEIP Napoleó Soliva de Blanes (1980-1983), coordinadora del Centre de Recursos Pedagògics de la Selva II (Blanes-Girona) (1984-1995), directora del Centre de Recursos Pedagògics de la Selva II (Blanes-Girona) (1995-2003), directora dels Serveis Territorials del Departament de Benestar i Família de la Generalitat de Catalunya a Girona (2006-2007) i Sotsdirectora general en funcions de Comunicació i Atenció a la Comunitat Educativa del Departament d'Educació de la Generalitat de Catalunya (2007-2008).
Militant del PSC-PSOE, ha estat regidora de l'ajuntament de Blanes (1999-2011) i del Consell Comarcal de la Selva (1999-2003). El 2008 va ser escollida senadora per la circumscripció de Girona a les eleccions generals espanyoles de 2008 per l'Entesa Catalana de Progrés. A les eleccions municipals espanyoles de 2015 fou novament escollida regidora de l'ajuntament de Blanes.